# Electric Love
Electric Love es un festival de música electrónica de baile que se celebra anualmente desde 2013. Se celebra el segundo fin de semana de julio en el distrito de Salzburgo en Plainfeld, Austria. Los artistas principales han incluido a Hardwell, Dimitri Vegas & Like Mike, David Guetta, Martin Garrix, Axwell, Sebastian Ingrosso, Armin van Buuren, Tiësto etc. Según Technoton Magazin, el festival 2014 atrajo a más de 100,000 asistentes. Es operado por Revolution Event GmbH.
Según la revista EMF, el festival es "el festival de música electrónica líder de Austria".